# مکتب کانو

نقاشی هشت‌لته‌ای درختان سرو منسوب به کانو ایتوکو با ابعاد ۴٫۶۱ ۱٫۷x متر، موزه ملی توکیو.

مکتب کانو (انگلیسی: Kanō school) یکی از مشهورترین مکاتب نقاشی ژاپنی است. مکتب کانو در نقاشی، سبک غالب نقاشی در اواخر سده پانزدهم میلادی تا آغاز دوره میجی است که در ۱۸۶۸ شروع شد. تا زمان دوره میجی، این مکتب به نحله‌های مختلفی تقسیم شد. خود خانواده کانو، گروهی از هنرمندان بزرگ را طی چندین نسل تربیت کرد که به این افراد، می‌توان هنرمندان فراوانی را افزود که نسبت خانوادگی با آن‌ها نداشتند اما در کارگاه‌های آموزشی این مکتب تربیت شدند. برخی از این هنرمندان با خانواده کانو وصلت کردند و به تبع آن، اسامی‌شان را نیز تغییر دادند و برخی دیگر، فرزندخوانده این خانواده شدند. براساس گفته مورخ هنر ژاپن، رابرت تریت پین، «یافتن خانواده دیگری با این مشخصات که این‌همه نابغه تولید کرده باشد، دشوار است.»
این مکتب با بازتاب دادن تأثیرپذیری تازه‌ای از نقاشی چینی آغاز شد اما با سبک رنگی درخشان و محکم خود در لته‌های بزرگ گسترش یافت و قلعه‌های اشرافی را با انعکاس دادن سنت‌های ژاپنی، درحالی که به سبک نقاشی‌های آبرنگ چینی پایبند بود، تزئین می‌کرد. این سبک که از سوی شوگون‌سالاری توکوگاوا حمایت می‌شد، به شکلی مؤثر سبکی رسمی در هنر عرضه کرد که «در سده هجدهم میلادی تقریباً تدریس نقاشی را به انحصار این خانواده درآورد.» این مکتب پیرو سنت چینی سیاه‌قلم دیوان‌سالاران دانشمند بود اما نقاشان کانو، که هنرمندانی قوی و حرفه‌ای بودند و در صورت موفقیت، دستمزد سخاوت‌مندانه‌ای دریافت می‌کردند، آموزش رسمی خود را در کارگاه خانوادگی خود، درست مشابه نقاشان اروپایی رنسانس و باروک، به‌دست می‌آوردند. آن‌ها عمدتاً برای اشراف، شوگون‌ها و امپراتورها، کار می‌کردند و در طیف وسیعی از سبک‌ها، موضوعات و اندازه‌ها نقاشی می‌کردند. آن‌ها در ابتدا نوآور بودند و به شکل‌های تازه نقاشی دوره آزوچی–مومویاما (۱۶۱۴–۱۵۷۳) علاقه نشان می‌دادند اما از سده هفدهم، به شکل فزاینده‌ای در رویکردشان آکادمیک و محافظه‌کار شدند.

## یادداشت
1. ↑  Robert Treat Paine